# Лагуновы (Котельничский район)
Лагуновы — деревня в Котельничском районе Кировской области в составе Биртяевского сельского поселения.

## География
Располагается на расстоянии примерно 2 км на север от окраины райцентра города Котельнич.

## История
Известна с 1671 года как починок Онашки Конашина с 2 дворами, в 1764 уже починок Митяшинский с 9 жителями. В 1873 году здесь (деревня Митяшинская) отмечено дворов 6 и жителей 48, в 1905 (Митяшинская или Лагуновы) 12 и 87, в 1926 (деревня Лагуновы у часовни или Митяшинская) 14 и 77, в 1950 14 и 49, в 1989 году оставалось 6 человек. Настоящее название утвердилось с 1939 года. Ныне деревня имеет дачный характер.

## Население
Постоянное население не было учтено как в 2002 году, так и в 2010.